# Mediapart
Mediapart és un diari francès d'informació, investigació i opinió en línia creat el 2008 per Edwy Plenel, exredactor cap de Le Monde, en francès, anglès i castellà.
Mediapart consta de dues seccions principals: la pròpia revista (Le Journal), dirigit per periodistes professionals, i Le Club, un fòrum de col·laboració editat per la comunitat de subscriptors. El 2011 Mediapart va llançar FrenchLeaks, un lloc web de filtracions inspirat en WikiLeaks.
Mediapart ha tingut un paper central en el descobriment i investigació de diversos assumptes de l'actualitat francesa com el primer sobre Liliane Bettencourt el 2010 i el posterior de 2011 sobre el finançament de la campanya de Nicolas Sarkozy per Gaddafi, o sobre EADS, o les despeses desmesurades de la ministra de Justícia Rachida Dati.
Els ingressos de Mediapart provenen exclusivament de les subscripcions. El lloc web no porta cap mena de publicitat. El 2011 Madiapart tenia 60.000 subscriptors, any en el qual va tenir beneficis per primera vegada